# Alogenazione
L'alogenazione è una reazione chimica che causa l'incorporamento di un atomo di un alogeno all'interno di una molecola.

Nella sua accezione più generale, l'alogenazione indica una qualsiasi reazione che implica la formazione di un alogeno-derivato.
Esempi di reazioni di alogenazione sono:
- le alogenazioni di alcani
- le addizioni elettrofile di alogeni a composti insaturi
- le reazioni di sostituzione elettrofila con alogeno
- le reazioni che sfruttano l'acidità di α-cheto-composti.

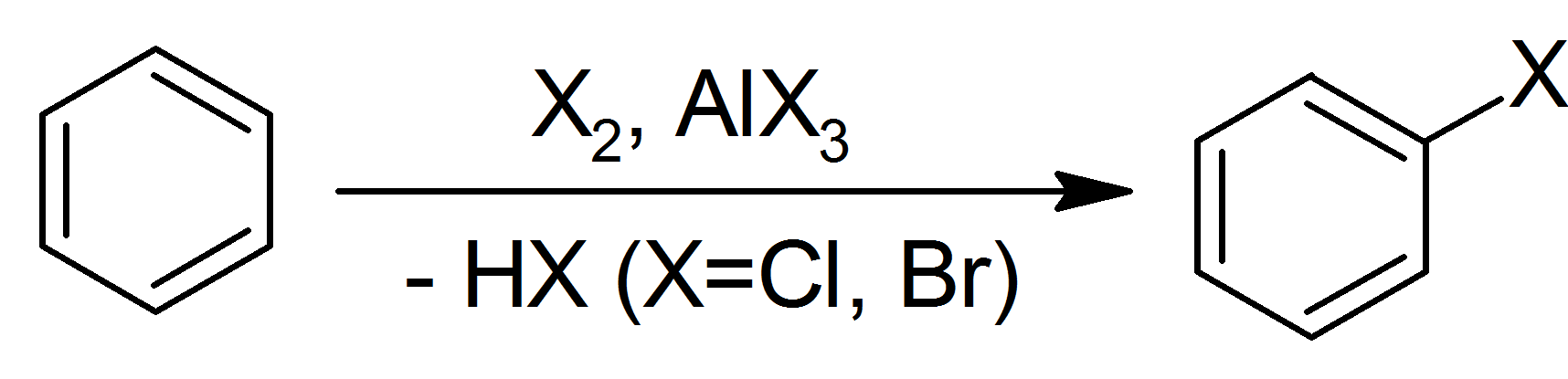
Reazione di alogenazione del benzene. È mostrato come un atomo X di un qualsiasi alogeno si lega alla molecola del benzene.

## Alogenazione di alcani
L'alogenazione degli alcani è una reazione di sostituzione radicalica catalizzata dalle azioni della luce e del calore. In questo tipo di reazioni l'idrogeno viene sostituito con un elemento alogeno, quale il fluoro, cloro, bromo e iodio. Le reazioni con il fluoro non sono usate perché troppo violente e veloci, mentre con lo iodio sono troppo lente per essere sfruttate in modo pratico. Le più utilizzate, anche a scopo industriale, sono le reazioni di clorurazione e di bromurazione.

### Meccanismo di reazione
L'alogenazione di un alcano dà vita ad una miscela di prodotti variamente sostituiti in funzione delle concentrazioni dei reagenti. Con un eccesso dell'alogeno si favorisce la formazione dei prodotti più sostituiti.

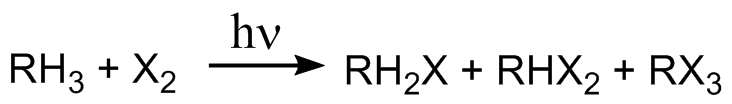
Reazione generale

La reazione è "iniziata" dalla luce, o dal calore, necessari per creare il radicale cloro che attacca l'alcano. Nel meccanismo sottostante è stato preso d'esempio il metano, ma il meccanismo è estensibile anche ad altri alcani.
La reazione globale è a due stadi (il primo stadio non è da considerare), di cui il primo è il più lento. Durante il processo cambia anche l'ibridazione del carbonio e ciò fa aumentare l'energia di attivazione della reazione.
La reazione, inoltre, è una reazione a catena, infatti ogni ciclo riproduce un radicale alogeno che è pronto ad attaccare una nuova molecola di alcano.
Le seguenti sono le reazioni di terminazione della catena:
Con il procedere della reazione, è presente in quantità crescente il primo prodotto sostituito CH3Cl che a sua volta può essere attaccato dal radicale alogeno. Ecco perché si ottiene una miscela dei composti variamente sostituiti.

### Reattività degli alogeni
A seconda dell'alogeno scelto per la reazione, si avrà una diversa reattività. Gli alogeni possono essere: cloro, bromo, iodio e fluoro.
Le energie di attivazione per le reazioni con differenti alogeni sono:
- Florurazione = 1,2 kCal/mol
- Clorurazione = 3,8 kCal/mol
- Bromurazione = 18,6 kCal/mol
- Iodurazione = 30 kCal/mol